# Jarrid Masse
Jarrid Masse (* in West Warwick, Kent County, Rhode Island) ist ein US-amerikanischer Theater- und Filmschauspieler.

## Leben
Masse wuchs ab seinen fünften Lebensjahr in Florida auf. Seit seiner Grundschulzeit über das Schultheater betätigt sich Masse als Theaterschauspieler. Er machte seinen Abschluss an der Harrison School For the Arts, um anschließend für einige Zeit praktische Erfahrung als Schauspieler in Theatern und Zirkussen zu erhalten. Er machte seine Ausbildung zum Schauspieler an der Dell’Arte International und arbeitete danach in verschiedenen Berufen.
Masse debütierte 2017 als Filmschauspieler im Kurzfilm A Chance to Live, der am 23. April 2017 auf dem Newport Beach International Film Festival uraufgeführt wurde. 2018 folgten neben einer Episodenrolle in der Fernsehserie Department of Offense eine Besetzung im Kurzfilm Cities Under Fire. 2019 hatte er eine größere Filmrolle im Tierhorrorfilm Zoombies 2 – Die Rache der Tiere. Auch in den nächsten Jahren blieb er dem Kurz- und Low-Budget-Filmgenre treu und übernahm unter anderem 2020 eine Rolle in Monster Hunters – Die Alienjäger.

## Filmografie
- 2017: A Chance to Live (Kurzfilm)
- 2018: Department of Offense (Fernsehserie, Episode 1x07)
- 2018: Cities Under Fire (Kurzfilm)
- 2019: Zoombies 2 – Die Rache der Tiere (Zoombies 2)
- 2019: By Any Means (Kurzfilm)
- 2020: The Hand of the Devil (Kurzfilm)
- 2020: Monster Hunters – Die Alienjäger (Monster Hunters)
- 2020: Untold Riches (Kurzfilm)